# آیانا پریسلی
آیانا سوینی پریسلی (انگلیسی: Ayanna Soyini Pressley؛ زادهٔ ۳ فوریهٔ ۱۹۷۴) یک سیاست‌مدار آمریکایی است که از سال ۲۰۱۹ به عنوان عضو مجلس نمایندگان ایالات متحده آمریکا از ناحیه هفتم ماساچوست خدمت می‌کند. این ناحیه شامل سه چهارم شمالی بوستون، بیشتر کمبریج و بخش هایی از میلتون و همچنین تمام چلسی، اوریت، رندولف و سامرویل است.